# Britania

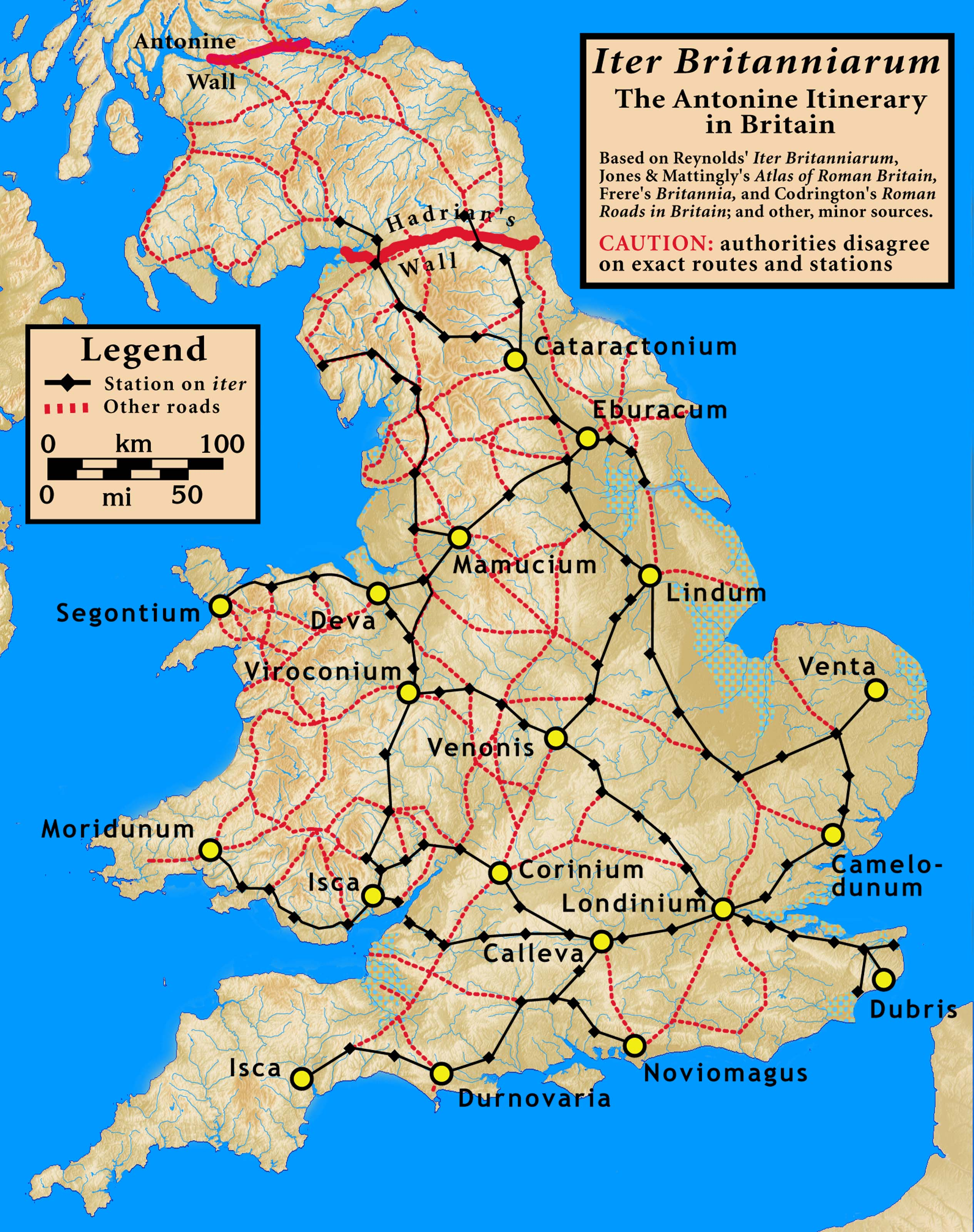
Mapa de las calzadas romanas de Britania, de acuerdo con el Itinerario de Antonino y otras fuentes.

Britania (Britannia en latín) es el término que designaba a la isla de Gran Bretaña antes de que se produjeran las invasiones germanas. El nombre de Britania procede de la denominación latina Britannia que se dio en el Imperio romano a la isla. El nombre de Britannia en latín proviene de la denominación griega Πρεταννικά Νησιά (Pretanniká Nesiá) que le dio Piteas de Marsella a las islas exploradas al norte de la Galia Comata (o Galia Cabelluda) por él en 330 y 320 a. C. El término Πρεταννικά (Pretanniká) o Πρεταννική (Pretanniké) deriva quizás de la designación en dialecto celta britano (galés antiguo) para ese territorio que Piteas escuchó nombrar Ynys Prydein; Ynys significa 'isla' y Prydein proviene de prydyn, que significa 'tatuaje'. Fueron nombradas así por los tatuajes pintorescos que llevaban sus habitantes.